# Datatrieve
DATATRIEVE — инструмент для составления запросов и отчетов к базе данных, созданный компанией Digital Equipment Corporation. Он работает в операционной системе OpenVMS, а также в нескольких операционных системах PDP-11. Командная структура DATATRIEVE почти полностью соответствует английскому языку и является ранним примером языка четвертого поколения (4GL). Идеологически Dataretrive опирается на реляционный подход к работе с данными.

## Обзор
DATATRIEVE работает с плоскими файлами, индексированными файлами и базами данных сетевой СУБД DBMS-32. Такие файлы данных разграничиваются с использованием определений записей, хранящихся в Общем словаре данных (CDD) или в файлах RMS. DATATRIEVE используется во многих установках OpenVMS.

## История
DATATRIEVE была разработана в конце 1970-х и начале 1980-х годов группой инженеров-программистов Центрального коммерческого инженерного подразделения DEC в Мерримаке и Нашуа, штат Нью-Гемпшир, под руководством архитектора баз данных Джима Старки. Многие из инженеров, работавших в этом проекте, впоследствии сделали заметную карьеру в области управления базами данных и других дисциплинах, связанных с программированием.
Версия 1 для PDP-11 была выпущена в 1977 году; VAX DATATRIEVE был выпущен в 1981 году как часть информационной архитектуры VAX.
DATATRIEVE выбрала вомбата в качестве своего маскота; на запрос «HELP WOMBAT» справочная система программы отвечает сведениями о реальных вомбатах.

## Примеры использования DATATRIEVE
Запросы и команды DATATRIEVE приближаются к структуре предложения на простом английском языке, хотя и не считаются естественным языком, поскольку необходимо использовать точную структуру предложения:
```
DTR>
 FOR FAMILIES WITH NUMBER_KIDS = 2
```

```
CON>
 PRINT KID_NAME, AGE OF KIDS WITH AGE GT 20
```

DATATRIEVE также можно использовать для изменения данных:
```
DTR>
 FOR FAMILIES MODIFY EACH_KID OF FIRST 1 KIDS
```

```
Enter KID_NAME:
```

DATATRIEVE может совместно использовать несколько наборов данных, создавая объединенные представления данных:
```
DTR>
 PRINT NAME, TYPE, PRICE OF
```

```
CON>
 YACHTS CROSS OWNERS OVER TYPE
```